# 1928年アムステルダムオリンピックのオランダ選手団
1928年アムステルダムオリンピックのオランダ選手団（1928ねんアムステルダムオリンピックのオランダせんしゅだん）は、1928年7月28日から8月12日にかけてオランダのアムステルダムで開催された1928年アムステルダムオリンピックのオランダ選手団、およびその競技結果。

## 概要
今大会は金メダル6個、銀メダル9個、銅メダル4個の合計19個のメダルを獲得した。

## メダル
| メダル | 選手名                                                                                      | 競技   | 種目                      |
| ------ | ------------------------------------------------------------------------------------------- | ------ | ------------------------- |
| 金     | ベルンハルト・レーヌ ダーン・ファン・ダイク                                                 | 自転車 | 男子タンデムスプリント    |
| 銀     | リエン・ヒソルフ                                                                            | 陸上   | 女子走高跳                |
| 銀     | ヘラルト・ボス・ファン・ドラケステイン                                                      | 自転車 | 男子1000mタイムトライアル |
| 銀     | ヤヌス・ブラスペニンクス ヤン・マース ヤン・パイネンビュルフ ピート・ファン・デル・ホルスト | 自転車 | 男子4000m団体追い抜き     |
| 銀     | アントワーヌ・マザイラック                                                                  | 自転車 | 男子スプリント            |
| 銅     | マリー・バロン                                                                              | 競泳   | 女子200m平泳ぎ            |